# Banyuresmi (Jiput)
Banyuresmi is een bestuurslaag in het regentschap Pandeglang van de provincie Banten, Indonesië. Banyuresmi telt 2819 inwoners (volkstelling 2010).